# Olympische Jugend-Winterspiele 2020/Teilnehmer (Libanon)
| Gelbes Symbol für Goldmedaillen mit stilisierten Olympischen Ringen | Graues Symbol für Silbermedaillen mit stilisierten Olympischen Ringen | Braundes Symbol für Bronzemedaillen mit stilisierten Olympischen Ringen |
| ------------------------------------------------------------------- | --------------------------------------------------------------------- | ----------------------------------------------------------------------- |
| —                                                                   | —                                                                     | —                                                                       |

Libanon nahm an den Olympischen Jugend-Winterspielen 2020 in Lausanne mit drei Athleten (zwei Jungen und ein Mädchen) in zwei Sportarten teil.

## Teilnehmer nach Sportarten

### Ski Alpin
| Athleten     | Wettbewerbe  | 1. Lauf     | 1. Lauf | 2. Lauf     | 2. Lauf | Gesamt      | Gesamt |
| Athleten     | Wettbewerbe  | Zeit        | Rang    | Zeit        | Rang    | Zeit        | Rang   |
| ------------ | ------------ | ----------- | ------- | ----------- | ------- | ----------- | ------ |
| Jungen       |              |             |         |             |         |             |        |
| Ray Iskandar | Riesenslalom | 1:22,09 min | 58      | 1:21,93 min | 51      | 2:44,02 min | 52     |
| Ray Iskandar | Slalom       | 53,40 s     | 50      | 55,29 s     | 37      | 1:48,69 min | 38     |
| Mädchen      |              |             |         |             |         |             |        |
| Maria Issa   | Riesenslalom | 1:38,65 min | 58      | DNF         | DNF     | DNF         | DNF    |
| Maria Issa   | Slalom       | 1:15,13 min | 46      | DNF         | DNF     | DNF         | DNF    |

### Skilanglauf
| Athleten  | Wettbewerbe     | Qualifikation | Qualifikation | Viertelfinale | Viertelfinale | Halbfinale    | Halbfinale    | Finale        | Finale        | Rang |
| Athleten  | Wettbewerbe     | Zeit          | Rang          | Zeit          | Rang          | Zeit          | Rang          | Zeit          | Rang          | Rang |
| --------- | --------------- | ------------- | ------------- | ------------- | ------------- | ------------- | ------------- | ------------- | ------------- | ---- |
| Jungen    |                 |               |               |               |               |               |               |               |               |      |
| Elie Tawk | 10 km klassisch | –             | –             | –             | –             | –             | –             | DNF           | DNF           | DNF  |
| Elie Tawk | Sprint Freistil | 4:39,81 min   | 84            | ausgeschieden | ausgeschieden | ausgeschieden | ausgeschieden | ausgeschieden | ausgeschieden | 84   |
| Elie Tawk | Langlauf-Cross  | 6:13,31 min   | 83            | ausgeschieden | ausgeschieden | ausgeschieden | ausgeschieden | ausgeschieden | ausgeschieden | 83   |